# Социальная организация
Социа́льная организа́ция о́бщества (от позднелат. organizio — «формирую», «сообщаю стройный вид» < лат. organum — «орудие, инструмент») — установленный в обществе нормативный социальный порядок, а также деятельность, направленная на его поддержание или приведение к нему.
Под организацией часто понимается 1) свойство общества в целом или какого-либо социального объекта иметь упорядоченную структуру, а также 2) деятельность, связанная с четким распределением функций и делегированием полномочий, регулированием и координацией действий, управлением.
В первом случае термин «организация» означает установленный социальный порядок в системе в целом или отдельных её подсистемах. Например, организация государственной власти по административно-территориальному принципу, или организация траты на предприятии через систему норм выработки и квалификации работ.
Во втором случае — термин «организация» характеризует момент деятельности, связанный с управлением. Например, руководитель организует производственный процесс — это значит, что он должен расставить людей по рабочим местам таким образом, чтобы обеспечивалась его непрерывность и бесперебойность.
Таким образом, под организацией понимается некий нормативный порядок, который обеспечивается всей совокупностью регулятивных механизмов и предпринимаемых действий по его поддержанию и приведению к нему.
Однако есть еще и третье, более специальное значение этого термина в обществе: «социальная организация» — это специфическая социальная единица, которая объединяет индивидов в группу, совместно и скоординировано реализующую общую цель (Н. Смелзер). Социальная организация, — пишет Н.Смелзер, — это вторичная социальная группа, сформированная для достижения определенных целей.. В «Философском энциклопедическом словаре» (М., 1983) различается широкий и узкий смыслы социальной организации. В широком смысле — это понятие «характеризует способы упорядочивания и регулирования действия отдельных индивидов и социальных групп…». В более узком смысле, «социальная организация — это относительно автономная группа людей, ориентированная на достижение некоторой заранее фиксированной цели, реализация которой требует совместных и координированных действий». Но в любом случае, организации присущи иерархичность и управляемость. По мнению А. И. Пригожина, «организации возникают, — пишет он, — тогда, когда достижение каких-либо общих целей осуществляется через достижение индивидуальных целей; или же когда достижение индивидуальных целей осуществляется через выдвижение и достижение общих целей».

## Определение
Социальная организация — это целевая группа (вторичная и практическая группа), возникающая из социальной потребности и представляющая собой упорядоченный, регулируемый и скоординированный способ совместной деятельности, применяющий определенный алгоритм к действиям людей, группирующихся вокруг набора целевых установок: социальных предписаний и ожиданий (социальных ролей).

## Признаки социальной организации
Социальные организации являются необходимыми элементами социальной структуры общества, наряду с социальными общностями, социальными группами и социальными институтами и не сводимы ни к одним из них.
Три специфические черты отличают социальные организации от них:
во-первых, организации — это, прежде всего практически действующие группы, а не социальные, ориентированные на достижение рациональных, функциональных, ближайших целей;
во-вторых, организации — это такие сообщества людей, которым свойственна высокая степень формализации. В отличие от социальных общностей их внутренняя структура высоко формализована, нормативна и стандартизована в том смысле, что правила, регламенты, распорядок охватывают практически всю сферу поведения её членов.
в-третьих, организации, в отличие от социальных институтов, очень зависимы от качественного состава участников, личных качеств своих членов, организаторов, их групповых свойств (организованности, сплоченности, солидарности, мобильности, управляемости и т.п), меняется состав — меняется «лицо» организации.
Структура формальной социальной организации характеризуется следующими чертами:
1. рациональность, то есть в основе её формирования и деятельности находится принцип целесообразности, полезности, сознательного движения к определенной цели;
2. безличность, то есть она (организация) безразлична к индивидуальным личностным особенностям своих членов, поскольку рассчитана на взаимоотношения, устанавливаемые по заданной функции;
3. служебные отношения, то есть предусматривает и регулирует только служебные отношения;
4. функциональность, подчинена в своей деятельности и в коммуникациях функциональным (необходимым, нужным) целям;
5. наличие организаторов, лиц, систематически занимающихся её управлением, то есть обладает (в большинстве случаев) управленческим звеном («ядром»), административным персоналом, постоянно ответственным за поддержание устойчивости организации, координацию взаимодействий её членов и эффективность её деятельности как целого.

## Структура социальной организации
В социальной организации можно выделить формальную и неформальную структуры. Формальная структура социальной организации включает в себя следующие элементы (компоненты):
- цели организации;
- членов организации, или участников;
- «организаторов», образующих управленческое звено, «организационное ядро»(данный признак характерен для больших групп, для малых он не обязателен);
- совокупность взаимосвязанных ролей (то есть каждый выполняет свою часть общего дела);
- правила, регулирующие поведение людей;
- средства деятельности (технические, технологические, информационные, финансовые и др.), включая технологию — систематизированное знание полезных и наиболее рациональных способов практических действий (приемов, операций, процедур);
- заданный алгоритм действий;
- систему взаимоотношений между членами организации, в первую очередь отношения власти подчинения;
- упорядоченные связи с другими организациями, окружающими социальными группами и общностями (например, с клиентами), институтами (например, с государством), обществом в цел.

## Типы социальных организаций
В зависимости от оформления организационной структуры социальные организации подразделяются на формальные и неформальные.
- Неформальная — это система межличностных связей, возникающая на основе взаимного интереса индивидов друг к другу вне связи с функциональными нуждами, то есть непосредственная, стихийно возникшая общность людей, основанная на личном выборе связей и ассоциаций между собой (товарищеские отношения, взаимная симпатия, любительские интересы и т. п.).

Можно выделить три основные черты данного явления:
а) спонтанность, то есть незапланированное возникновение;
б) существование и функционирование наряду (параллельно) с организацией формальной;
в) главная особенность — неслужебное, «неделовое» содержание межличностных отношений.
- Формальная — это форма отношений внутри официально сформированного коллектива, зафиксированных должностными инструкциями, положениями, приказами и распоряжениями. Она предполагает соблюдение утвержденных норм поведения и взаимодействие сотрудников в рамках такого коллектива.

Во многих формальных организациях существуют неформальные организации, которые возникают сами по себе, где люди группируются вокруг одного - нескольких человек и регулярно вступают во взаимодействие друг с другом.

## Виды социальных организаций
Организация часто употребляется в связи с такими понятиями, как трудовая, производственная и общественная организация.
I. Трудовая организация — это:
организационно закрепленная совокупность людей,
действующих по единому плану для достижения значимой для всех членов организации цели
и для создания определенного общественно необходимого продукта или оказания услуг.
Необходимо различать и такие понятия, как трудовая и производственная организация. Трудовая организация значительно шире производственной и охватывает работников производственных, научных, учебных, медицинских, культурно-просветительских, административных и других организаций.
II. Производственная организация относится только к сфере материального производства, в ней объединяются работники с целью производства материальных благ.
Трудовые организации действуют во всех сферах общественной жизни и отличаются друг от друга в основном по двум критериям:
1) по форме собственности. В настоящее время можно выделить следующие формы собственности:
а) государственная;
б) кооперативная;
в) акционерная;
г) собственность трудового коллектива;
д) частная;
е) совместная с иностранным капиталом;
ж) иностранная;
2) по сферам деятельности:
а) организации, действующие в сфере материального производства (в промышленности, строительстве, транспорте, сельском хозяйстве и т. д.),
б) организации, функционирующие в непроизводственной сфере (учреждения культуры, здравоохранения, образования и т. д.).
III.Общественные организации — неправительственные/негосударственные добровольные объединения граждан на основе совместных интересов и целей. Выделяются экологические, политические, спортивные, досуговые, благотворительные, культурные и др.
По степени сплоченности среди социальных организаций выделяются следующие: организация-ассоциация, организация-кооперация, организация-коллектив, организация-корпорация.